# Soly
Soly (vitryska: Солы) är en agropolis i Belarus. Den ligger i den nordvästra delen av landet, 110 km nordväst om huvudstaden Minsk. Soly ligger 150 meter över havet och antalet invånare är 1 840.

## Natur och klimat
Terrängen runt Soly är platt. Närmaste större samhälle är Smarhon, 13,5 km öster om Soly.
Omgivningarna runt Soly är en mosaik av jordbruksmark och naturlig växtlighet. Runt Soly är det ganska glesbefolkat, med 42 invånare per kvadratkilometer.